# Deborah Hyde
Deborah Hyde (ur. 1965) jest brytyjską sceptyczką naukową, folklorystką, kulturolog i redaktorem naczelnym magazynu The Skeptic. Pisze i wykłada na temat przesądów, kryptozoologii, religii i wiary w zjawiska paranormalne, ze szczególnym uwzględnieniem folkloru, psychologii i socjologii związanymi z tymi zjawiskami. W codziennym życiu jest koordynatorem charakteryzacji filmowej. Została nawet nazwana „ekspertem od wampirów”. We wrześniu 2017 będzie prelegentką na odbywającym się we Wrocławiu 17 Europejskim Kongresie Sceptyków.

## Wczesne życie
Zainteresowanie zjawiskami nadprzyrodzonymi wywodzi się z jej dzieciństwa i Deborah Hyde wiąże to ze „spędzaniem zbyt wiele czasu z szalonymi ciotkami”. Podczas gdy inne dziewczynki interesowały się wróżkami, czy aniołami, ona zawsze była zafascynowana „ciemną stroną”. Na początku wierzyła w te zjawiska, ale zmieniło się to po odkryciu książki The Black Arts okultystyznego pisarza Richarda Cavendisha, co doprowadziło ją do stosowania bardziej analitycznego podejścia do tych zjawisk.

## Kariera poza sceptycyzmem
Przez wiele lat zajmowała się dystrybucją przedmiotów kolekcjonerskich. Wtedy to spędziła kilka lat w Nowym Jorku. Następnie w latach 90. XX wieku zajęła się koordynacją choreografii filmowej i efektów specjalnych oraz kierownictwem produkcji dla kina i TV. Zajmuje się tym po dziś dzień.

## Kariera jako sceptyk
Deborah Hyde zaczęła badać i pisać o wierze w zjawiska nadprzyrodzone w latach 90. XX wieku. Pisała na te tematy bloga pod pseudonimem Jourdemayne od 2009 roku. Jej strona internetowa działa pod tą samą nazwą, zapożyczoną od wyedukowanej kobiety żyjącej w XV wieku, znanej też jako „Wiedźmą Oka”, spalonej za czary w Londynie w 1441 roku. Deborah Hyde wybrała tę kobietę ze względu na to, że „wiele osób udawało się do niej po informacje o ciemnych sprawach”.
Deborah Hyde na blogu przedstawia podejście śledcze i opisuje wzajemne powiązania folkloru, systemu wierzeń, strachu przed nieznanym i zjawiskami naturalnymi. W wystąpieniach publicznych i artykułach opisane zostały dokładnie następujące zjawiska nadprzyrodzone:

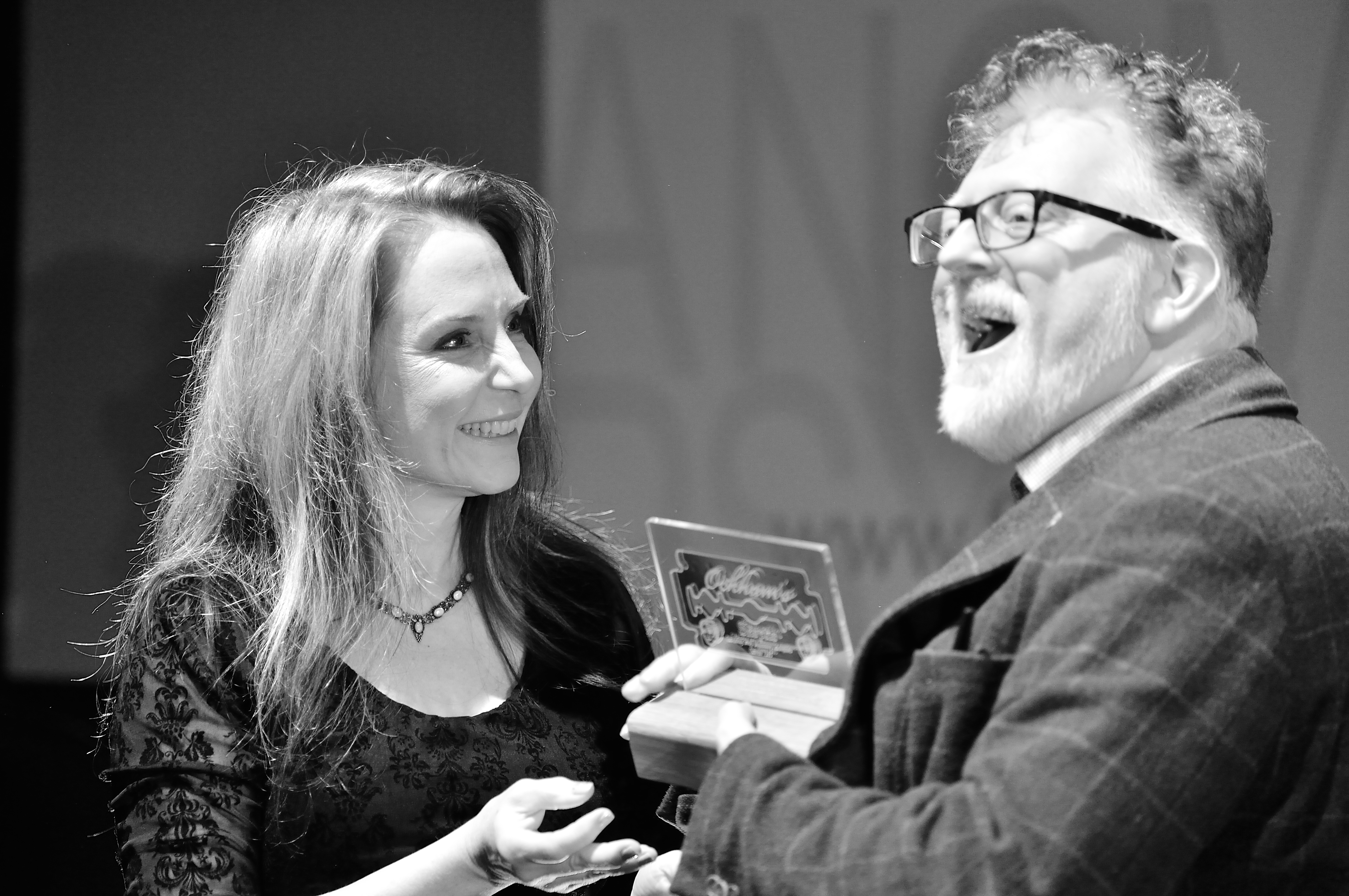
Hyde wręcza nagrodę Ockham Crispianowi Jago podczas konferencji QED 2016.

- Wilkołaki[8][9][10]
- Wampiry[2][11]
- Czarownice[12]
- Demony[13]
- Duchy[1]
- Wróżki[14]
- Krampus[15][16][17]

## Redaktor naczelny magazynu The Skeptic

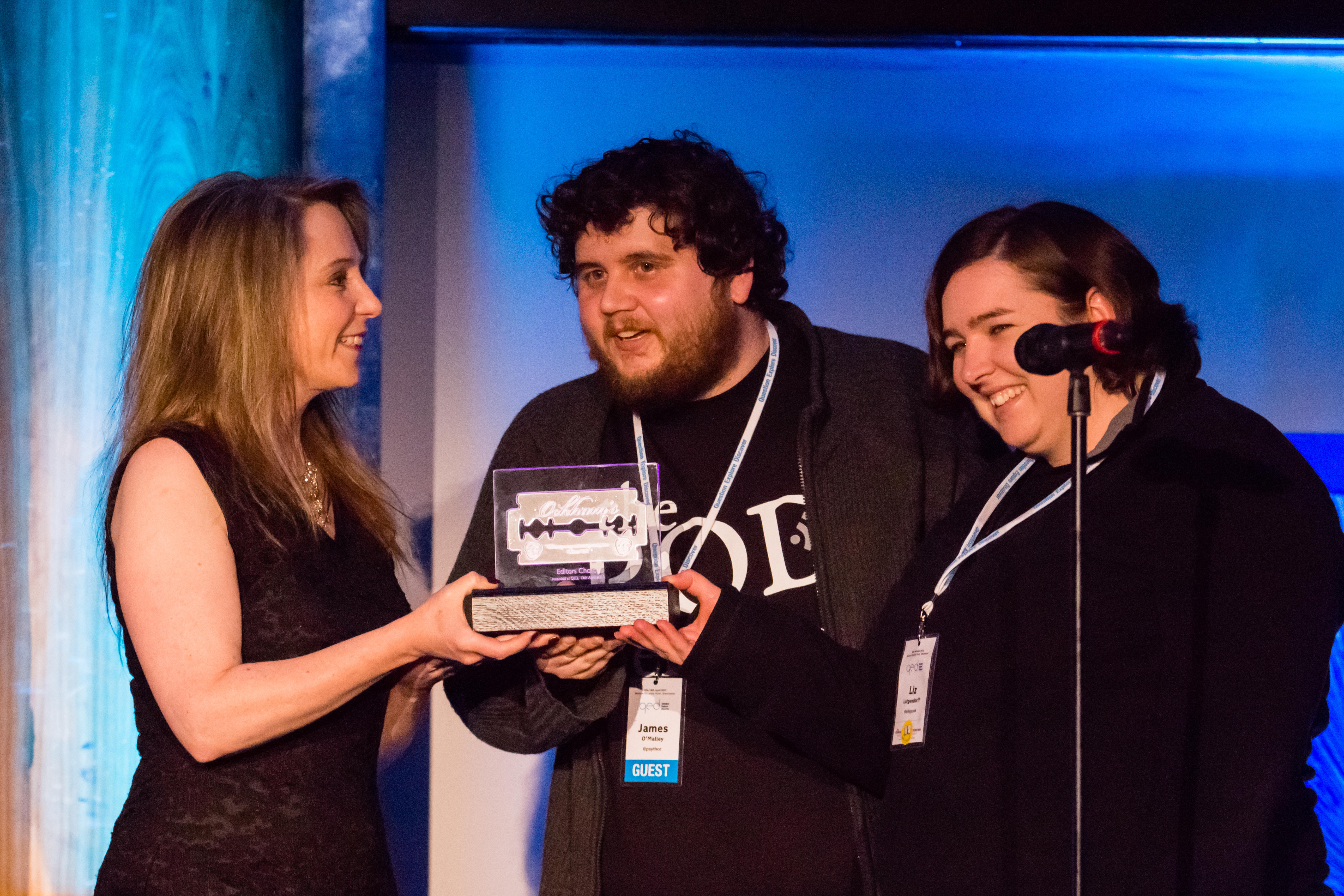
Deborah Hyde wręcza nagrodę Ockham Jamesowi O'Malleyowi i Lizie Lutgendorff podczas konferencji QED 2013 w Manchesterze

W 2011 roku została powołana na stanowisko redaktora naczelnego czasopisma "The Skeptic", brytyjskiego magazynu popularyzującego naukę i krytyczne myślenie.
Jako redaktor współpracuje z międzynarodową komisją ekspertów z różnych dziedzin, wśród których są uznawani na całym świecie naukowcy, edukatorzy naukowi i pasjonaci, tacy jak Susan Blackmore, Stephen Fry, Derren Brown, Brian Cox, Richard Dawkins, Edzard Ernst, Robin Ince, PZ Myers, Phil Plait, Massimo Polidoro, Simon Singh, James Randy i Richard Wiseman.

### Nagroda Ockham
W 2012 roku Deborah Hyde była pomysłodawcą nagrody wręczanej za ważne dokonania na różnych polach aktywizmu sceptycznego w celu zapewnienia uznania ludziom poświęcającym swój czas i pracę w celu promocji nauki i sceptycyzmu naukowego. Od 2012 roku nagrody te wręczane są podczas konferencji QED – Question, Explore, Discover.

## Życie osobiste
Deborah Hyde mieszka w Wielkiej Brytanii, w zachodnim Londynie.